# Водино (Волгоградская область)
Водино — село в Октябрьском районе Волгоградской области, в составе Шелестовского сельского поселения.

## История
Предположительно основано во второй половине XIX века. Первоначально относилось к Аксайской волости Черноярского уезда Астраханской губернии. По состоянию на 1914 года в хуторе Водяном Аксайской волости имелось 72 двора, проживало 417 души мужского и 414 женского пола. В 1919 году в составе Черноярского уезда село было включено в состав Царицынской губернии (с 1925 года - Сталинградской губернии, с 1928 года - Нижне-Волжского края, с 1934 года - Сталинградского края). По состоянию на 1936 год значится как хутор Водинский - административный центр Водинского сельсовета Ворошиловского района Сталинградской области. В 1954 году включено в состав Шелестовского сельского совета.

## География
Село расположено в степной зоне на северо-западе Ергенинской возвышенности, относящейся к Восточно-Европейской равнине, при балке Водянка, приток реки Аксай, на высоте около 90 метров над уровнем моря. Рельеф местности холмисто-равнинный, осложнён балками и оврагами. Почвы - каштановые солонцеватые и солончаковые.
По автомобильным дорогам расстояние до областного центра города Волгограда составляет 120 км, до районного центра посёлка Октябрьский - 42 км, до административного центра сельского поселения села Шелестово - 9 км.
Часовой пояс
Водино, как и вся Волгоградская область, находится в часовой зоне МСК (московское время). Смещение применяемого времени относительно UTC составляет +3:00.

## Население
| 2002 |
| ---- |
| 173  |

| 1914 | 2010 |
| ---- | ---- |
| 831  | ↘147 |